# Aloe suffulta
Aloe suffulta ist eine Pflanzenart der Gattung der Aloen in der Unterfamilie der Affodillgewächse (Asphodeloideae). Das Artepitheton suffulta stammt aus dem Lateinischen, bedeutet ‚gestützt‘ und verweist auf den schwachen, schlanken Blütenstand, der stets durch die Umgebungsvegetation gestützt wird.

## Beschreibung

### Vegetative Merkmale
Aloe suffulta wächst stammbildend und einfach. Die Triebe erreichen eine Länge von bis zu 20 Zentimeter und einen Durchmesser von 2 Zentimeter. Die etwa 16 verschmälerten Laubblätter sind entlang der Triebe zerstreut angeordnet. Die grüne Blattspreite ist 40 bis 50 Zentimeter lang und 4 Zentimeter breit. Auf ihr befinden sich trübweiße Flecken, die gelegentlich zerstreut angeordnet sind, in der Regel jedoch mehr oder weniger ausgeprägte Querbänder bilden. Die für gewöhnlich hakigen, weißlichen Zähne am Blattrand sind 1 bis 2 Millimeter lang und stehen 5 bis 10 Millimeter voneinander entfernt. Die fein gestreiften Blattscheiden sind 5 bis 10 Millimeter lang.

### Blütenstände und Blüten
Der von Büschen gestützte Blütenstand besteht aus bis zu neun Zweigen und erreicht eine Länge von etwa 175 Zentimeter. Die lockeren, zylindrisch leicht spitz zulaufenden Trauben sind etwa 8 bis 15 Zentimeter lang, 5 Zentimeter breit und besteht aus bis zu 20 Blüten. Die Brakteen weisen eine Länge von 9 Millimeter auf. Die hell jaspisroten Blüten sind an ihrer Mündung weißlich und stehen an 9 Millimeter langen Blütenstielen. Die Blüten sind 30 bis 35 Millimeter lang und an ihrer Basis kurz verschmälert. Auf Höhe des Fruchtknotens weisen die Blüten einen Durchmesser von 6 Millimeter auf. Darüber sind sie auf 5,5 Millimeter verengt und schließlich zur Mündung erweitert. Ihre äußeren Perigonblätter sind auf einer Länge von 7 Millimeter nicht miteinander verwachsen. Die Staubblätter und der Griffel ragen 7 bis 8 Millimeter aus der Blüte heraus.

### Genetik
Die Chromosomenzahl beträgt {\displaystyle 2n=14}.

## Systematik und Verbreitung
Aloe suffulta ist im Süden von Mosambik, in der südafrikanischen Provinz KwaZulu-Natal sowie im äußersten Südosten von Simbabwe auf sandigen Überflutungsböden in Höhen von etwa 90 bis 550 Metern verbreitet.
Die Erstbeschreibung durch Gilbert Westacott Reynold wurde 1937 veröffentlicht. Als Synonym wurde Aloe subfulta hort. (ohne Jahr, nom. inval. ICBN-Artikel 61.1) in die Art einbezogen.

## Nachweise